# Conogonia testacea
Conogonia testacea är en insektsart som beskrevs av Walker 1870. Conogonia testacea ingår i släktet Conogonia och familjen dvärgstritar. Inga underarter finns listade i Catalogue of Life.